# Bojin Del
Bojin Del (cyr. Бојин Дел) – wieś w Serbii, w okręgu pczyńskim, w mieście Vranje. W 2011 roku liczyła 56 mieszkańców.